# Либарос
Либаро́с (фр. Libaros, окс. Libaròs) — коммуна во Франции, находится в регионе Юг — Пиренеи. Департамент — Верхние Пиренеи. Входит в состав кантона Галан. Округ коммуны — Тарб.
Код INSEE коммуны — 65274.

## География

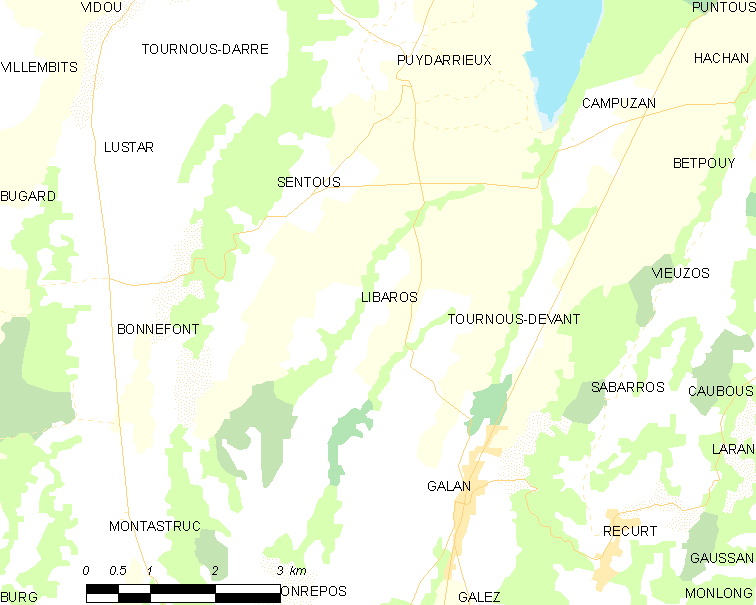
Карта коммуны

Коммуна расположена приблизительно в 640 км к югу от Парижа, в 95 км северо-западнее Тулузы, в 26 км к востоку от Тарба.
Коммуна расположена на плато Ланнемезан.

## Климат
Климат умеренно-океанический с солнечной тёплой погодой и обильными осадками на протяжении практически всего года.

## Население
Население коммуны на 2010 год составляло 146 человек.
| 1962 | 1968 | 1975 | 1982 | 1990 | 1999 | 2010 |
| ---- | ---- | ---- | ---- | ---- | ---- | ---- |
| 221  | 193  | 176  | 168  | 173  | 158  | 146  |

## Администрация
| Период | Период | Фамилия         | Партия | Примечания |
| ------ | ------ | --------------- | ------ | ---------- |
| 1995   | 2008   | Габриэль Рико   |        |            |
| 2008   | 2020   | Доминик Демимюи |        |            |

## Экономика
В 2010 году среди 88 человек трудоспособного возраста (15-64 лет) 64 были экономически активными, 24 — неактивными (показатель активности — 72,7 %, в 1999 году было 70,6 %). Из 64 активных жителей работали 63 человека (32 мужчины и 31 женщина), безработной была 1 женщина. Среди 24 неактивных 5 человек были учениками или студентами, 12 — пенсионерами, 7 были неактивными по другим причинам.

## Достопримечательности
- Часовня Нотр-Дам